# Papilio euterpinus
Papilio euterpinus là một loài bướm thuộc họ Bướm phượng (Papilionidae). 
Loài Papilio euterpinus được mô tả năm 1868 bởi Goldman et Salvin. Loài bướm Papilio euterpinus sinh sống ở .

## Hình ảnh

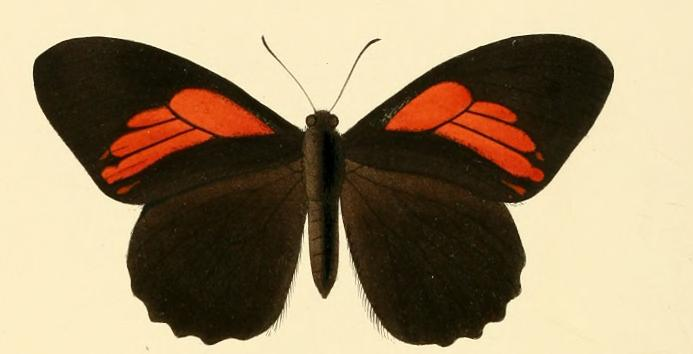
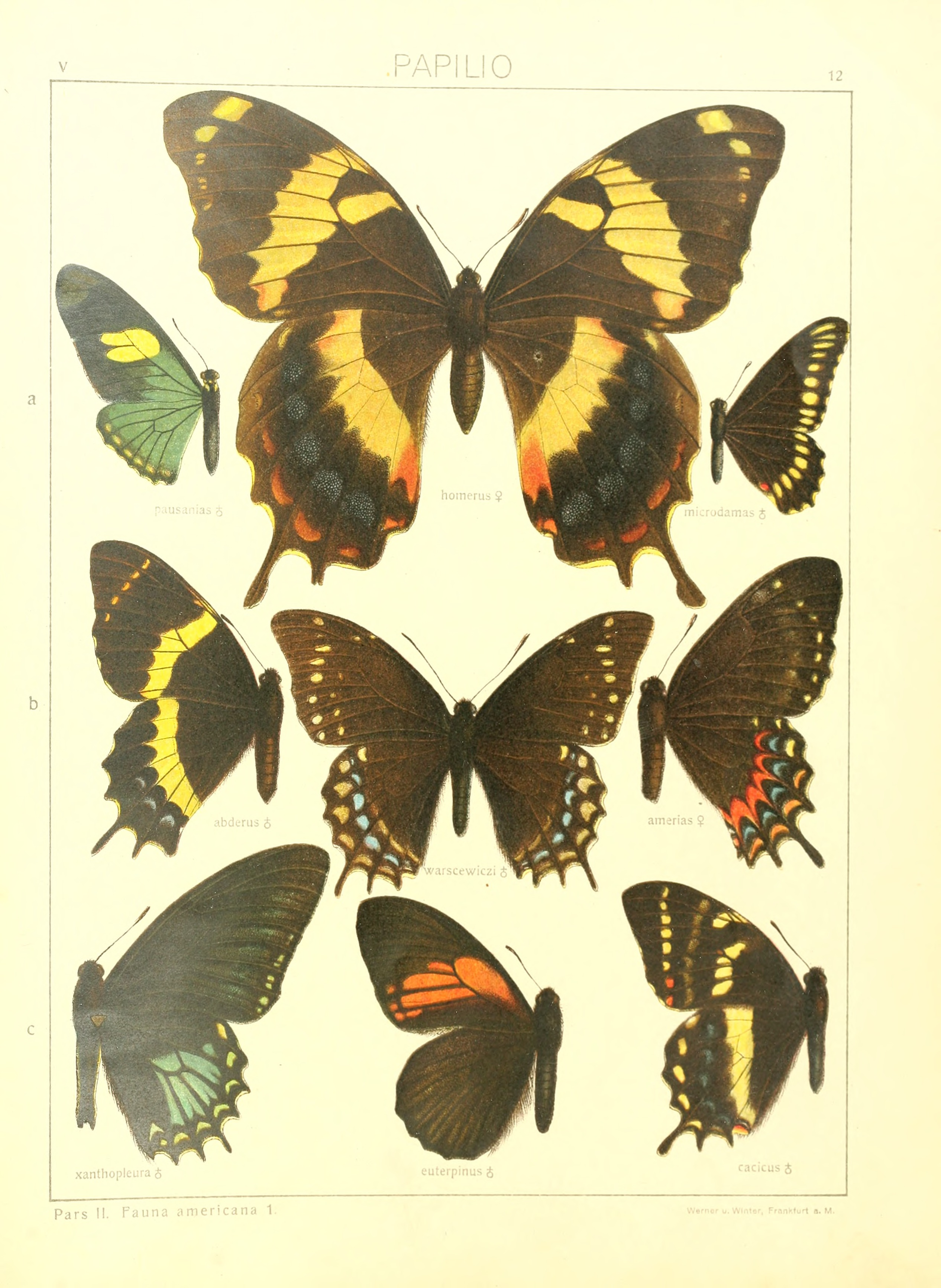

- Tập tin:Papilio euterpinus.jpg